# یکی بود یکی نبود (فیلم ۱۳۷۹)
یکی بود یکی نبود فیلمی به کارگردانی ایرج طهماسب و نویسندگی حمید جبلی و ایرج طهماسب محصول سال ۱۳۷۹ است. این فیلم اقتباسی از داستان خاله پیرزن و مهمانان ناخوانده است.

## خلاصه داستان
ایرج (ایرج طهماسب) که همراه همسرش نرگس (فاطمه معتمدآریا) و تنها پسرشان آرش در خانه‌ای اجاره‌ای زندگی می‌کند، نامه‌ای دریافت می‌کند که در آن بچه‌ای بیمار از او کمک خواسته‌است. ایرج این نامه را شوخی تلقی می‌کند و همراه فرهاد (برادر همسرش با بازی مجید صالحی) با اتومبیلش به طرف شمال حرکت می‌کند و زمانی که از یک تونل می‌گذرند…

## بازیگران
- فاطمه معتمدآریا
- ایرج طهماسب
- مجید صالحی
- رزیتا غفاری
- سیروس گرجستانی
- سپهر آزادی
- خسرو احمدی
- هنگامه فرازمند
- افشین سنگ‌چاپ
- رابعه اسکویی
- خسرو سهامی
- هوشنگ قوانلو
- گیتی معینی
- مهدی باطبی
- بابک برزویه
- فرج مولایی
- ابوالقاسم رضایی
- بهناز توکلی
- محمود اسماعیل‌پور
- غلامرضا یزدانی
- اکبر عبدی
- علیرضا خمسه
- حمید جبلی
- اصغر ضرابی
- محسن شیخی
- سامان وفایی
- عیسی یوسفی‌پور
- شادی پورمهدی
- مرضیه محبوب

### گویندگان عروسکی
- هنگامه مفید (مرغ)
- حمید جبلی (گاو و کلاغ)
- بهمن مفید (الاغ)
- خسرو احمدی (گربه و خروس)
- فرشته صدرعرفایی (بره)